# Jicchak Rafa'el
Jicchak Rafa'el (hebrejsky יצחק רפאל‎, 5. července 1914 – 3. srpna 1999) byl izraelský politik a bývalý poslanec Knesetu za strany ha-Po'el ha-Mizrachi, Chazit datit Toratit, ha-Po'el ha-Mizrachi a Mafdal.

## Biografie
Narodil se v Haliči v tehdejším Rakousku-Uhersku (později Polsko). V roce 1935 přesídlil do dnešního Izraele. Absolvoval náboženské vzdělání a střední školu v Polsku, pak získal magisterský titul z humanitních studií na Hebrejské univerzitě. Doktorát z literatury obdržel na New York Theological Seminary.

## Politická dráha
V mládí byl členem hnutí Tóra a práce (později byl členem jeho předsednictva v Haliči), zakládal náboženské sionistické hnutí Bnej Akiva. Vedl výcvikové oddělení organizace he-Chaluc ha-Mizrachi. Vedl ješivu Abrahama Isaaca Kooka. Vydával týdeník be-Mejšur. Angažoval se v židovských jednotkách Hagana. Zastupoval hnutí ha-Po'el ha-Mizrachi, během války za nezávislost v letech 1947–1948 byl členem Jeruzalémského výboru, který zastupoval židovskou populaci Jeruzaléma. V letech 1948–1953 pak působil ve vedení Židovské agentury, kde vedl oddělení pro imigraci. Publikoval četné náboženské a historiografické studie.
V izraelském parlamentu zasedl poprvé po volbách v roce 1951, do nichž šel za ha-Po'el ha-Mizrachi. Byl členem parlamentního výboru pro zahraniční záležitosti a obranu a výboru House Committee. Na kandidátce Chazit datit Toratit (Náboženská fronta Tóry) byl opětovně zvolen ve volbách v roce 1955. Stal se členem výboru pro ústavu, právo a spravedlnost, výboru pro zahraniční záležitosti a obranu, výboru pro vzdělávání a kulturu a výboru House Committee. V průběhu volebního období přešel do opětovně samostatného poslaneckého klubu ha-Po'el ha-Mizrachi a nakonec do nové formace Mafdal. Na kandidátce Mafdal byl zvolen ve volbách v roce 1959. Nastoupil jako člen do výboru pro zahraniční záležitosti a obranu a do výboru práce. Za Mafdal se dočkal dalšího mandátu ve volbách v roce 1961. Byl opět členem výboru pro zahraniční záležitosti a obranu. Na kandidátce Mafdal byl zvolen ve volbách v roce 1965. Stal se předsedou výboru pro ústavu, právo a spravedlnost. Byl členem výboru pro zahraniční záležitosti a obranu a výboru House Committee. Za Mafdal se dočkal zvolení i ve volbách v roce 1969. Po nich byl opět členem výboru pro zahraniční záležitosti a obranu, dále usedl ve výboru finančním, výboru House Committee a výboru překladatelském. Na kandidátce Mafdal pak do Knesetu pronikl po volbách v roce 1973, po nichž nastoupil na post člena výboru pro zahraniční záležitosti a obranu a výboru pro ústavu, právo a spravedlnost.
Zastával i vládní posty. V letech 1961–1965 byl náměstkem ministra zdravotnictví a v letech 1974–1976 zastával dvakrát funkci ministra náboženství.